# プロオピオメラノコルチン
プロオピオメラノコルチン(英: Pro-opiomelanocortin, POMC)は、241個のアミノ酸残基からなるポリペプチド前駆体。285個のアミノ酸残基からなるポリペプチドのプレプロオピオメラノコルチン(pre-POMC)から作られる。pre-POMCの翻訳後プロセッシングにて44個のアミノ酸残基のシグナルペプチド配列が切除されPOMCとなる。POMC遺伝子は、2p23.3 染色体に位置する。

## POMC産生
POMCは次の組織で産生されるが、主に産生されるのは下垂体の前葉と中葉である。
- 脳下垂体前葉の副腎皮質刺激ホルモン産生細胞
- 下垂体中葉のメラニン細胞刺激ホルモン産生細胞
- 視床下部弓状核にある約3000個の神経細胞[5]
- 視床下部背内側核および脳幹にある少数の細胞
- 皮膚のメラニン細胞

## 翻訳後プロセッシング
右図(POMCの切断)を参照
pre-POMCは、スブチリシン(英)様プロホルモン変換酵素による切断を経由して組織特異的な翻訳後プロセッシングを受ける。
POMCのプロセッシングにはグリコシル化、アセチル化、タンパク質分解性の切断がある。ただし、タンパク質分解酵素が切断する箇所は組織特異的である。
例えば、POMCが下垂体前葉の副腎皮質刺激ホルモン産生細胞において産生されると、4ヶ所切断されて副腎皮質刺激ホルモン(ACTH)とβ-リポトロピン(英)となる。
POMC内には、この他に少なくとも８つの切断可能な箇所があり、組織や変換酵素によって次に示す最大10の活性ペプチドが産生されうる。
- N-Terminal Peptide of Proopiomelanocortin(英) (NPP, or pro-γ-MSH)
- γ-メラニン細胞刺激ホルモン (γ-MSH)
- 副腎皮質刺激ホルモン (ACTH)
- α-メラニン細胞刺激ホルモン (α-MSH)
- Corticotropin-like Intermediate Peptide(英) (CLIP)
- β-リポトロピン(英) (β-LPH)
- γ-リポトロピン(英) (γ-LPH)
- β-メラニン細胞刺激ホルモン (β-MSH)
- β-エンドルフィン
- メチオニン-エンケファリン

切断箇所は、Arg-Lys, Lys-Arg あるいは Lys-Lys配列からなり、POMCペプチドのプロセッシングを行う酵素には、
- プロホルモン変換酵素1(英) (PC1)
- プロホルモン変換酵素2(英) (PC2)
- Carboxypeptidase E (英)(CPE)
- peptidyl α-amidating monooxygenase(英) (PAM)
- N-acetyltrasferase(英) (N-AT)
- prolylcarboxypeptidase(英) (PRCP)

がある。